# Gäddtjärnen (Långseruds socken, Värmland)
Gäddtjärnen är en sjö i Säffle kommun i Värmland och ingår i Göta älvs huvudavrinningsområde. Sjöns area är 0,036 kvadratkilometer och den är belägen 182 meter över havet.